# 塔拉曼卡
塔拉曼卡，是西班牙加泰罗尼亚巴塞罗那省的一个市镇。总面积29平方公里，总人口147人（2013年），人口密度5人/平方公里。